# 谢远生
谢远生（1966年12月—），男，汉族，中华人民共和国政治人物，中国共产党党员，教授级高级工程师。现任中华人民共和国工业和信息化部党组成员、副部长。

## 生平
2008年7月，任工业和信息化部无线电管理局副局长。2013年1月，调任山西省，任山西省通信管理局党组书记、局长。2017年，重回工信部，任工业和信息化部无线电管理局局长；后任工业和信息化部党组成员。
2025年07月，被国务院任命为工业和信息化部副部长。 